# Фейлхабер, Бенни
Бе́нни Фейлха́бер (англ. Benny Feilhaber; 19 января 1985, Рио-де-Жанейро, Бразилия) — американский футболист, полузащитник. Выступал за сборную США.

## Биография

### Ранние годы
Фейлхабер родился в семье еврейского отца, предки которого перебрались из Австрии в Бразилию, спасаясь от нацизма, и бразильской матери. Когда ему было 6 лет, его семья перебралась в США.
Футбольную карьеру Фейлхабер начал в футбольной команде Калифорнийского университета в Лос-Анджелесе.

### Клубная карьера
В 2005 году Фейлхабер принимал участие в Маккабиаде, где был замечен селекционерами немецкого «Гамбурга», в котором он затем провёл два сезона, однако не смог закрепиться в основном составе, в основном выступая за «Гамбург II».
Летом 2007 года Фейлхабер перешёл в английский «Дерби Каунти», проведя в котором один сезон, он также не смог стать игроком основы. В январе 2008 года к Фейлхаберу проявлял интерес «Маккаби Тель-Авив», но «Дерби» отклонил предложения израильского клуба.
С 2008 по 2011 года Бенни Фейлхабер выступал за датский «Орхус».
В апреле 2011 года Фейлхабер вернулся на родину, пополнив состав «Нью-Инглэнд Революшн». В MLS дебютировал 23 апреля 2011 года в матче против «Спортинга Канзас-Сити», отметившись результативной передачей. Свой первый гол за «Нью-Инглэнд» забил 23 июля 2011 года в ворота «Колорадо Рэпидз». По окончании сезона 2012 «Нью-Инглэнд Революшн» не стал продлевать контракт с Фейлхабером.
11 декабря 2012 года «Нью-Инглэнд Революшн» обменял права на Фейлхабера в «Спортинг Канзас-Сити» на распределительные средства и два драфт-пика. За «Спортинг КС» он дебютировал 2 марта 2013 года в матче первого тура сезона против «Филадельфии Юнион». Свой первый гол за «Спортинг Канзас-Сити» забил 7 июля 2013 года в матче против «Чикаго Файр». По итогам сезона 2015, в котором забил 10 голов и отдал 15 голевых передач, Фейлхабер номинировался на звание самого ценного игрока MLS.
3 января 2018 года Фейлхабер перешёл в новообразованный ФК «Лос-Анджелес» за $400 тыс. распределительных средств. В дебютном матче «Лос-Анджелеса» в MLS, против «Сиэтл Саундерс» 4 марта 2018 года, вышел в стартовом составе. 10 марта 2018 года в матче против «Реал Солт-Лейк» забил свой первый гол за ЛАФК. По окончании сезона 2018 контракт Фейлхабера с «Лос-Анджелесом» истёк.
11 января 2019 года Фейлхабер подписал контракт с «Колорадо Рэпидз». Дебют за денверский клуб, 2 марта 2019 года в матче первого тура сезона против «Портленд Тимберс», отметил голом.
8 мая 2019 года Фейлхабер вернулся в «Спортинг Канзас-Сити» — он был обменян на Абдула Рватубьяйе, $50 тыс. распределительных средств, место иностранного игрока и драфт-пик. По окончании сезона 2019 «Спортинг КС» не продлил контракт с Фейлхабером.
11 марта 2020 года Бенни Фейлхабер официально объявил о завершении футбольной карьеры.

### Международная карьера
В национальной сборной США Фейлхабер дебютировал 25 марта 2007 года в товарищеском матче со сборной Эквадора. Всего провёл за сборную 44 матча, в которых забил два гола. Принимал участие в чемпионате мира 2010.

## Достижения
Командные
США
- Победитель Золотого кубка КОНКАКАФ: 2007
- Финалист Кубка конфедераций: 2009

«Спортинг Канзас-Сити»
- Чемпион MLS: 2013
- Обладатель Открытого кубка США: 2015, 2017

Личные
- Участник Матча всех звёзд MLS: 2015
- Член символической сборной MLS: 2015